# Ab Razgeh
Ab Razgeh (persiska: آب زَرگِه, آبِ رَزگِه, آب رزگه, آب زَركِه, Āb Zargeh) är en ort i Iran. Den ligger i provinsen Kohgiluyeh och Buyer Ahmad, i den centrala delen av landet, 500 km söder om huvudstaden Teheran. Ab Razgeh ligger 706 meter över havet och antalet invånare är 261.
Terrängen runt Ab Razgeh är huvudsakligen kuperad, men norrut är den bergig.Runt Ab Razgeh är det ganska glesbefolkat, med 47 invånare per kvadratkilometer. Närmaste större samhälle är Landeh, 4,6 km nordväst om Ab Razgeh. Omgivningarna runt Ab Razgeh är i huvudsak ett öppet busklandskap.